# Josef Gärtner
Josef Gärtner (18. března 1832 Sedlčany – 1. března 1888 tamtéž) byl rakouský a český podnikatel a politik, v 2. polovině 19. století poslanec Říšské rady a starosta Sedlčan.

## Biografie
Narodil se 18. března 1832 v Sedlčanech. Byl měšťanem a majitelem parního válcového mlýna v Sedlčanech. V letech 1875–1887 působil jako okresní starosta. Působil jako předseda pěveckého spolku. Vykonával také funkci starosty Sedlčan. Zvolen do ní byl v roce 1867. Jako starosta města se zmiňuje i v roce 1879. Zasedal v radě obchodní a živnostenské komory v Českých Budějovicích.
Angažoval se i ve vysoké politice. V doplňovacích zemských volbách v roce 1875 se stal poslancem Českého zemského sněmu. Reprezentoval kurii, venkovských obcí, obvod Votice, Sedlčany. V rámci tehdejší české politiky pasivní rezistence mandát nepřevzal, byl ho pro absenci zbaven, ale následně byl manifestačně opětovně zvolen v doplňovacích volbách roku 1876 a 1877. Na sněm se fakticky dostavil až po řádných volbách v roce 1878, kdy pasivní rezistence skončila.
Působil i jako poslanec Říšské rady (celostátního parlamentu Předlitavska), kam usedl ve volbách do Říšské rady roku 1879 za kurii venkovských obcí v Čechách, obvod Sedlčany, Milevsko, Benešov atd. Rezignaci oznámil na schůzi 30. listopadu 1880. Ve volebním období 1879–1885 se uvádí jako Josef Gärtner, okresní starosta, bytem Sedlčany. V parlamentu ho po rezignaci nahradil Václav Penk.
Byl členem staročeské strany. Po volbách v roce 1879 se na Říšské radě připojil k Českému klubu (jednotné parlamentní zastoupení, do kterého se sdružili staročeši, mladočeši, česká konzervativní šlechta a moravští národní poslanci).
Zemřel v březnu 1888 vysílením ve věku 56 let.